# Stari Grad, Makole
Stari Grad je naselje v Občini Makole, na severovzhodu Slovenije. Nahaja se v hribih na desnem bregu Dravinje, ter spada pod Štajersko pokrajino in Podravsko regijo.

## Ime
Ime naselja se je leta 1955 iz Svete Ane preimenovalo v Stari Grad. Ime je bilo spremenjeno na podlagi zakona o imenih naselij in poimenovanjih trgov, ulic in zgradbe iz leta 1948, kot del prizadevanj slovenske povojne komunistične vlade za odstranitev verskih elementov iz toponimov. Ime Stari Grad izvira iz ruševin gradu Štatenberg, ki je bil prvič omenjen v pisnih dokumentih iz leta 1300. V 17. stoletju, so lastniki zgradili dvorec Štatenberg in grad zapustili.

## Cerkev
Krajevna cerkev je posvečena sv. Ani in spada pod župnijo Makole. Zgrajena je bila okrog leta 1300, nato pa prenovljena v baročnem stilu v 17. stoletju.